# Рюйю

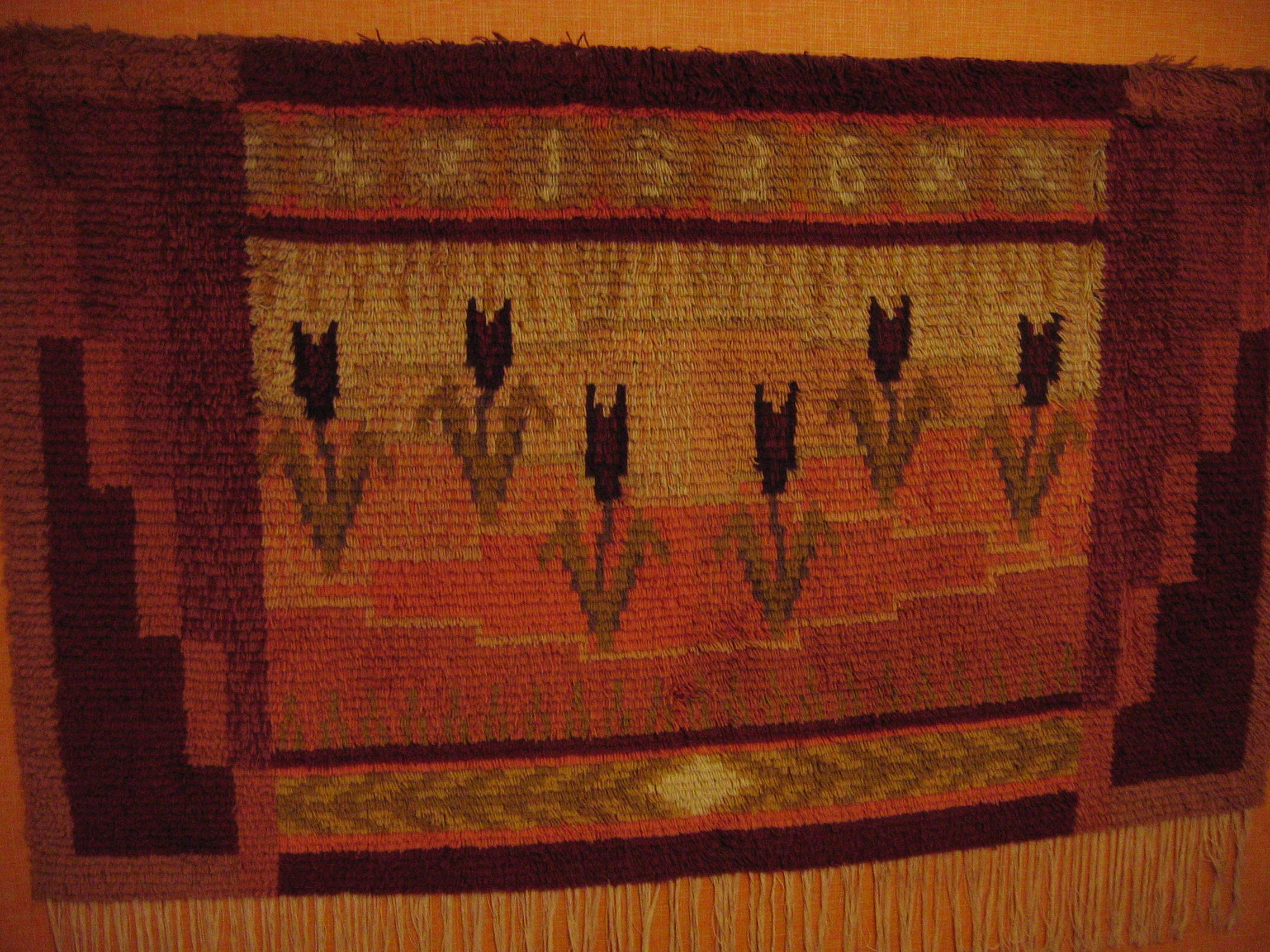
Рюйю ручной работы, 1936

Рю́йю (фин. ryijy) — традиционная форма финского ткачества с не менее чем тысячелетней историей. Обычно рюйю — это домотканый шерстяной длинный ковёр с длинным ворсом, размещаемый на стене. Интерес к изготовлению рюйю возродился на волне национального романтизма рубежа 19-20 веков, и к созданию домотканых ковров обратились многие финские художники, включая Аксели Галлен-Каллела.